# Seidi Haarla
Seidi Haarla (* 1984 in Kirkkonummi) ist eine finnische Schauspielerin.

## Leben
Haarla wurde 1984 in der südfinnischen Gemeinde Kirkkonummi geboren. Sie kommt aus einer Schauspieler- und Künstlerfamilie. Ihr Vater ist der Künstler Teuri Haarla (* 1955). Ihre jüngere Schwester Ruusu Haarla (* 1989) ist Dramatikerin und Regisseurin. Ihre Großeltern waren der Schauspieler Saulo Haarla (1930–1971) und die Sopranistin und Schauspielerin Helena Salonius (1930–2012); zu ihren Urgroßeltern zählen die Theaterschauspielerin Tyyne Haarla (1892–1968) und der Schriftsteller Lauri Haarla (1890–1944).
Ab dem Jahr 2004 trat sie in Helsinki bei einer studentischen Theatergruppe auf. Ab dem Jahr 2005 studierte sie ein Semester Schauspiel an der Staatlichen Theaterakademie in Sankt Petersburg. Sie schloss ihr Studium im Jahr 2015 mit einem Master of Arts in Theater und Drama an der Universität der Künste Helsinki ab.
Gemeinsam mit ihrer Schwester Ruusu verfasste sie die von eigenen Kindheitserlebnissen inspirierten Theaterstücke The Trauma Body (2014) und New Childhood (2020), bei deren Inszenierungen sie auch auf der Bühne stand.
Seit dem Jahr 2015 trat Haarla in finnischen Film- und Fernsehproduktionen auf. 2021 übernahm sie in Juho Kuosmanens Filmdrama Abteil Nr. 6, das auf dem gleichnamigen Roman von Rosa Liksom basiert, die Hauptrolle der Laura. Ihre Darstellung brachte ihr viel Kritikerlob und eine Auszeichnung als einer der European Shooting Stars 2021 ein. Beim Europäischen Filmpreis 2021 war Haarla in der Kategorie Beste Darstellerin nominiert. Außerdem wurde sie 2022 als Beste Hauptdarstellerin für den wichtigsten finnischen Filmpreis Jussi ausgezeichnet.
Sie lebt in Turku.

## Filmografie (Auswahl)
- 1996: Ilman kavaluutta (Miniserie, 1 Episode)
- 2015: Äiti (Kurzfilm)
- 2017: Myrskyn jälkeen (Miniserie, 3 Episoden)
- 2019: Tottumiskysymys
- 2019: Juhlatunnelma (Kurzfilm)
- 2019: Hiljaisten palvelijat (Miniserie, 4 Episoden)
- 2020: Kakarat (Fernsehserie, 1 Episode)
- 2021: Abteil Nr. 6 (Hytti nro 6)
- 2022: Hamilton – Undercover in Stockholm (Hamilton, Fernsehserie, 2 Episoden)
- 2023: Jeʹvida
- 2023: Maria Kallio (Fernsehserie, 6 Episoden)
- 2023: Estonia (Fernsehserie, 6 Episoden)
- 2024: Den svenska torpeden
- 2024: Pasilan myrkky – Manni (Fernsehserie, 8 Episoden)